# Hybomitra gramina
Hybomitra gramina är en tvåvingeart som beskrevs av Xu 1983. Hybomitra gramina ingår i släktet Hybomitra och familjen bromsar. Inga underarter finns listade i Catalogue of Life.